# Thaumastoderma ponticulus
Thaumastoderma ponticulus is een buikharige uit de familie van de Thaumastodermatidae. De wetenschappelijke naam van de soort werd voor het eerst geldig gepubliceerd in 2017 door Kieneke.